# 영화 목록/ㄴ
| #  | ㄱ  | ㄴ | ㄷ | ㄹ | ㅁ | ㅂ |
| ㅅ | ㅇ  | ㅈ | ㅊ | ㅋ | ㅌ | ㅍ |
| ㅎ | A~Z |    |    |    |    |    |

다음은 'ㄴ'자로 시작하는 영화 목록이다.

## 나-냬
- 나는 행복합니다 (2008년)
- 나니아 연대기: 사자, 마녀 그리고 옷장 (2005년)
- 나니아 연대기: 새벽 출정호의 항해 (2010년)
- 나니아 연대기: 캐스피언 왕자 (2008년)
- 나미야 잡화점의 기적 (2018년)
- 나쁜 영화 (1997년)
- 나우 유 씨 미: 마술사기단 (2013년)
- 나우 유 씨 미 2 (2016년)
- 나의 독재자 (2014년)
- 나의 엔젤 (2017년)
- 나이브스 아웃 (2019년)
- 나잇 & 데이 (2010년)
- 나 홀로 집에 (1990년)
- 나 홀로 집에 2 (1992년)
- 나 홀로 집에 3 (1997년)
- 나 홀로 집에 4 (2002년)
- 나 홀로 집에 5 (2012년)
- 날씨의 아이 (2019년)
- 남과 여 (1966년)
- 남과 여 (1972년)
- 남과 여 (2016년)
- 남극 일기 (2006년)
- 남극의 쉐프 (2010년)
- 남한산성 (2017년)
- 내 남자의 아내도 좋아 (2009년)
- 내 머리 속의 지우개 (2004년)
- 내 사랑 (2017년)
- 내 여자친구의 결혼식 (2011년)
- 내 이름은 튜니티 (1970년)
- 내일을 향해 쏴라 (1969년)
- 내일의 안녕 (2017년)
- 냉정과 열정 사이 (2001년)

## 너-녜
- 너를 잊지 않을 거야 (2007년)
- 너의 이름은. (2016년)
- 널 기다리며 (2016년)
- 넘버 3 (1997년)
- 네트워크 (1976년)

## 노-뇨
- 노래로 쏘아올린 기적 (2017년)
- 노무현입니다 (2017년)
- 노예 12년 (2013년)
- 노인을 위한 나라는 없다 (2007년)
- 노잉 (2009년)
- 노킹 온 헤븐스 도어 (1997년)
- 노팅힐 (1999년)

## 누-뉴
- 눈먼 자들의 도시 (2008년)
- 눈에는 눈 이에는 이 (2008년)
- 뉴 뮤턴트 (2020년)

## 느-니
- 늑대소년 (2012년)
- 늑대아이 (2012년)
- 늑대의 유혹 (2004년)
- 니모를 찾아서 (2003년)
- 닌자터틀 (2014년)
- 닌자터틀: 어둠의 히어로 (2016년)
- 님아, 그 강을 건너지 마오 (2014년)
- 님은 먼 곳에 (2008년)